# Tir olímpic als Jocs Olímpics d'Estiu de 2024
Les proves de tir esportiu als Jocs Olímpics de París 2024 es van disputar entre el 27 de juliol i el 5 d'agost de 2024, al Centre Nacional de Tir del municipi francès de Chateauroux. La disciplina de tir olímpic ha estat present des de la 1a edició dels Jocs Olímpics d'Atenes de 1896, tot i que en les edicions de París 1904 i Amsterdam 1928 va caure del programa olímpic.
En aquesta edició el nombre de participants es tornarà a veure reduït dels 360 participants que van competir a Tòquio 2020, fins als 340 que participaran en aquesta edició, amb una distribució igual entre dones i homes. Això ha estat degut a les recomanacions del Comitè Olímpic Internacional (COI) de reducció d'atletes en tots els esports. A més, hi haurà alguns canvis en el programa, com ara la introducció d'una prova de skeet mixt que es canvia per la prova de fossa mixt. També hi haurà canvis en el format de les finals. Tots els participants que arribin a la final hauran de començar des de zero (fins ara arrossegaven els punts de la fase de classificació).

## Medaller
| Posició | País          | Or | Argent | Bronze | Total |
| ------- | ------------- | -- | ------ | ------ | ----- |
| 1       | Xina          | 1  | 0      | 0      | 1     |
| 2       | Corea del Sud | 0  | 1      | 0      | 1     |
| 3       | Kazakhstan    | 0  | 0      | 1      | 1     |

## Esdeveniments

### Masculí
| Esdeveniment                   | Or | Plata | Bronze |
| Pistola d'aire 10 m detalls    |    |       |        |
| Pistola tir ràpid 25 m detalls |    |       |        |
| Rifle d'aire 10 m detalls      |    |       |        |
| Rifle 3 posicions 50 m detalls |    |       |        |
| Skeet detalls                  |    |       |        |
| Fossa detalls                  |    |       |        |

### Femení
| Esdeveniment                   | Or | Plata | Bronze |
| Pistola d'aire 10 m detalls    |    |       |        |
| Pistola 25 m detalls           |    |       |        |
| Rifle d'aire 10 m detalls      |    |       |        |
| Rifle 3 posicions 50 m detalls |    |       |        |
| Skeet detalls                  |    |       |        |
| Fossa detalls                  |    |       |        |

### Mixt
| Esdeveniment                       | Or                                | Plata                                       | Bronze                                     |
| Pistola d'aire 10 m equips detalls |                                   |                                             |                                            |
| Rifle d'aire 10 m equips detalls   | Xina · Huang Yuting · Sheng Lihao | Corea del Sud · Keum Ji-hyeon · Park Ha-jun | Kazakhstan · Alexandra Le · Islam Satpayev |
| Skeet equips detalls               |                                   |                                             |                                            |